# Leuckart-Thiophenol-Reaktion
Die Leuckart-Thiophenol-Reaktion ist eine Namensreaktion der organischen Chemie und nach den deutschen Chemiker Rudolf Leuckart benannt. Sie beschreibt die Spaltung aromatischer Xanthogensäureester – z. B. 1 – mit alkoholischer Kalilauge:
Dabei entstehen Arylmercaptane (Thiophenole), z. B. 2.
Die Reaktion sollte nicht mit der Leuckart-Wallach-Reaktion zur reduktiven Aminierung von Ketonen oder Aldehyden mit primären Aminen und Ameisensäure verwechselt werden.